# E-mailbijlage
Een e-mailbijlage is een computerbestand dat wordt verstuurd bij een e-mailbericht. Een gebruiker kan een of meerdere bestanden toevoegen aan het bericht, om deze te versturen aan de ontvanger. Dit is tevens een simpele methode om documenten, foto's en andere bestanden te delen.

## Gebruik
E-mailstandaarden zoals MIME specificeren geen limiet voor de grootte, maar in de praktijk zijn gebruikers nog steeds onderworpen aan beperkingen, zowel voor de berichten die ze verzenden als voor de berichten die ze ontvangen. Om de ontvanger te bereiken, gaat het bericht meestal door meerdere mail transfer agents (MTA's). Deze moeten het bericht opslaan voordat het wordt doorgestuurd, en stellen daarom normaal gesproken limieten in voor de grootte.
Extreem grote berichten worden meestal als onbestelbaar teruggestuurd naar de afzender.
Zoals elk computerbestand kan een bijlage een computervirus bevatten dat e-mail gebruikt als verspreiding. Gebruikers moeten daarom alert zijn met een uitvoerbaar bestand dat in een bijlage is opgenomen. Sinds de verspreiding van de computerwormen ILOVEYOU en Anna Kournikova in respectievelijk 2000 en 2001, hebben e-mailsystemen extra beveiligingscontroles gekregen op kwaadaardige e-mailbijlagen.